# Le Fel
Le Fel är en kommun i departementet Aveyron i regionen Occitanien i södra Frankrike. Kommunen ligger  i kantonen Entraygues-sur-Truyère som ligger i arrondissementet Rodez. År 2022 hade Le Fel 192 invånare.

## Befolkningsutveckling
Antalet invånare i kommunen Le Fel
Referens: INSEE